# Березниковское сельское поселение (Кировская область)
Березниковское сельское поселение  — муниципальное образование в составе Кумёнского района Кировской области России.
Центр — село Березник.

## История
Березниковское сельское поселение образовано 1 января 2006 года согласно Закону Кировской области от 07.12.2004 № 284-ЗО.

## Население
| 2010 | 2012 | 2013 | 2014 | 2015 | 2016 | 2017 |
| ---- | ---- | ---- | ---- | ---- | ---- | ---- |
| 493  | ↘466 | ↘445 | ↘432 | ↘423 | ↘420 | ↘411 |
| 2018 | 2019 | 2020 | 2021 |      |      |      |
| ↘402 | ↘367 | ↘343 | ↗434 |      |      |      |

## Состав
В состав поселения входят 8 населённых пунктов (население, 2010):
- село Березник — 471 чел.;
- деревня Илюшиха — 6 чел.;
- деревня Каpаул — 1 чел.;
- деревня Липовица — 7 чел.;
- деревня Медведи — 7 чел.;
- деревня Мишонки — 1 чел.;
- деревня Притес — 0 чел.;
- деревня Рябинники — 0 чел.